# Xerocomus depilatus
Xerocomus depilatus är en svampart som tillhör divisionen basidiesvampar, och som först beskrevs av Guy Redeuilh, och fick sitt nu gällande namn av Manfred Binder och Besl. Xerocomus depilatus ingår i släktet Xerocomus, och familjen Boletaceae. Arten har ej påträffats i Sverige.